# José María Caballero Montes
José María Caballero Montes fue un político español.

## Reseña biográfica
Doctor en Derecho Civil, Canónico y Administrativo, en 1882 era juez municipal en Calatayud. Fue diputado provincial de Zaragoza por distrito de Calatayud-Ateca. Del 23 de noviembre de 1892 al 2 de noviembre de 1894 fue presidente de la Diputación Provincial de Zaragoza.
En 1899-1891 fue elegido diputado a Cortes de la Restauración por el distrito de Calatayud. Formaba parte del Partido Conservador.
Considerado uno de los mejores expertos en derecho contencioso administrativo español de su tiempo, fue autor de unos de unos Comentarios a la Ley de la Jurisdicción Contencioso Administrativa (Madrid, 1900) y de un libro titulado Lo contencioso administrativo (Zaragoza, 1902). Fue  Abogado del Colegio de Abogados de Zaragoza.
En 1904 fue nombrado gobernador de la provincia de Teruel. Al año siguiente fue nombrado gobernador de la provincia de Burgos, permaneciendo en el cargo hasta 1907. 
En agosto de 1909 fue nombrado gobernador de la provincia de Oviedo hasta octubre de 1909 en que dimitió.
Fue alcalde de Zaragoza.
Sería posteriormente gobernador de la provincia de Alicante y dimitió en noviembre de 1918.
| Predecesor: Pedro Olleta Veratón | Presidente de la Diputación Provincial de Zaragoza 23 de noviembre de 1892 - 02 de noviembre de 1894 | Sucesor: José Millán y Conde |
| Predecesor:                      | Alcalde de Zaragoza                                                                                  | Sucesor:                     |